# 모니카 레오바
모니카 레오바(Monika Leová, 1991년 7월 23일 ~ )는 체코의 베트남계 모델이다. 2013년 미스 어스에서 체코 대표로 참가했다.

## 같이 보기
- 후 레 왕조